# 이병석 (야구 선수)
이병석(李炳奭, 1971년 5월 17일 ~ )은 전 KBO 리그 LG 트윈스, 해태 타이거즈, KIA 타이거즈의 투수였다.

## 출신 학교
- 서울고등학교